# Boeing 737
A Boeing 737 a világ legnépszerűbb közepes hatótávolságú, keskeny törzsű utas- és teherszállításra egyaránt alkalmazható repülőgépe. 2011 decemberéig több mint 7000 megrendeléssel (a 6000-iket 2009 áprilisában adták át). 2019 novemberére 15 156 megrendelt, 10 565 leszállított géppel minden idők legtöbbet megrendelt és legtöbbet legyártott utasszállítója.

## Története
Az utasszállító család tökéletesítésére a Boeing 1965. február 19-én bejelentette a B737-es modellt, egy két gázturbinás sugárhajtóműves, rövid hatótávolságú utasszállító gépet. A B737 fedélzeti rendszerei és alapja 60%-ig megegyezett a B727-esével, az új modell azonban mégis egészen más repülőgép lett. Ami a befogadóképességet illeti, eredetileg 65-80 utassal számoltak, ám a Lufthansa 100 ülőhelyhez ragaszkodott. Ennek megfelelően meghosszabbították a gép törzsét. A B737-100 modell első változataiból mindazonáltal csupán 30 darabot gyártottak, mert idő közben már tervezés alatt volt egy nagyobb kapacitású variáns. Ez a változat, a B737-200-as modell lett az új szabványrepülőgép. 1968-ban kezdte meg menetrendszerű járatait a United Airlines légitársaságnál. Ezután indult el három ún. „old generation” repülőgéptípus kialakítása: a B737-300, 400 és az 500-as modell.
1967-óta gyártja a Boeing Commercial Airplanes. A több mint tízezer legyártott repülőgépből mintegy négyezer ma is repül 541 üzemeltetőnél. A repülőgépgyár szerint minden egyes pillanatban mintegy 1250 darab 737-es van a levegőben, és öt perc alatt legalább 65 darab 737-es száll fel vagy le a világ különböző pontjain. Az 541 üzemeltető 190 ország 1200 városába közlekedteti menetrend szerint a 737-eseket. A típus 1968-as forgalomba állítása óta több mint 20 milliárd ember utazott 737-essel, azaz két és félszer annyi, mint Földtekénk mai lakossága. A világ légitársaságai a 737-essel több mint 150 milliárd kilométert repültek, és a típussal levegőben töltött órák száma megközelíti a 400 millió órát.[forrás?]

## Változatok

### Az eredeti 737-esek

#### 737–100
A 737-es családnak a legelső és egyben a legrövidebb változata. Összesen 30 db készült belőle. Ma már egy sem üzemel közülük. A Lufthansa volt az első megrendelője. A német légitársaság valóban történelmet írt 1965. február 19-ei, 22 gépre szóló megrendelésével, méghozzá több okból is. Ez volt az első eset, hogy egy amerikai repülőgépgyár nem amerikai légitársasági megrendelés alapján kezdett hozzá egy új típus gyártásához, másrészt azért, mert a német légitársaság szorgalmazta, hogy a repülőgép méretét úgy növeljék meg, hogy az mintegy száz utas szállítására is alkalmas legyen. Ezt az igényt kielégítve született meg a B 737-200-as. Ma már az is furcsának tűnhet, hogy a 100-as és a 200-as sorozatok eladása igencsak nehézkesen indult. A Lufthansa mellett a második megrendelő az amerikai United Airlines volt, de kezdetben egyáltalán nem tolongtak a légitársaságok az új kéthajtóműves gépekért, hiszen a hatvanas évek második felében a Douglas gyár DC–9-es sorozata volt igazán népszerű.

#### 737–200
A 100-as gép nagyobb, több férőhelyes változata. Tipikus egyosztályos elrendezésben 116 fő szállítására alkalmas. Ebből alakították át az amerikai légierő számára a T-43-as gépeket. Kisebb légitársaságok a mai napig használják. Első megrendelője a United Airlines volt.

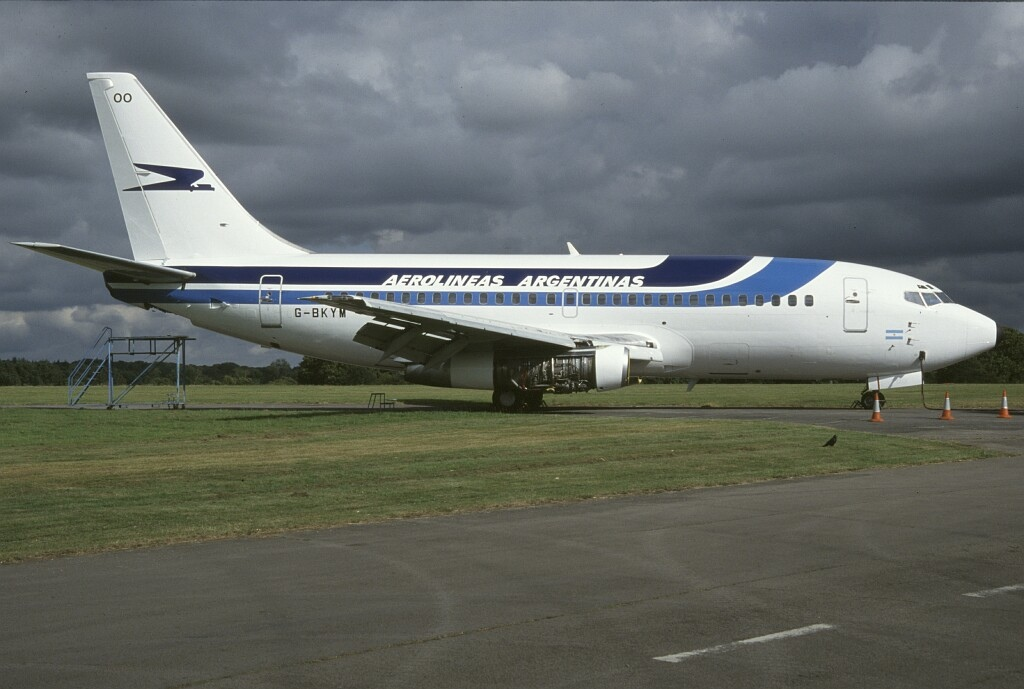
Boeing 737-200 Aerolineas Argentinas színekben

### 737–300
A 737-es gépcsaládnak az első klasszikus változata. A B737–700-asnak a régebbi fajtája. Egyforma hosszúak. Utazósebesség: 795 km/h.
Az első tagja a három régi generációs 737-esnek. A Boeing 1981 márciusában kezdte meg a kifejlesztését. Az első változat a 737-200-as továbbfejlesztéseként indult, de a Boeing úgy döntött, hogy inkább a CFM International hajtóműgyártó vállalat CFM56-os hajtóművét használja föl a gépek gyártásához, hogy gazdaságosabbá tegye a gépet, és hogy a gép megfeleljen az "International Civil Aviation Organisation Stage 3" által javasolt zajelőírásoknak. Az új hajtóművek és a 3,76 m átmérőjűre kiszélesített géptörzs ellenére a B737-300 megtartotta a 80%-ban közös repülőgépváz pótalkatrészeit és osztozik a földi kiszolgálóegységeken is a B737-200-assal. Aerodinamika tekintetében is rengeteget eszközölt a Boeing. Tovább javult a hatékonyság.
Az orrfutót megnövelték, hogy nagyobb legyen a távolság a gép hasa és a talaj közt az új hajtóművek mérete miatt. Egyéb változtatásokat eszközöltek a fedélzeti rendszerekben is.
A 737-300-as 1984. február 24-én repült először, majd ez év novemberében leszállították az első gépeket. '84-óta több mint 1000 darab 737-300-ast adtak már el, és ez a gép sok légitársaság gerincét alkotja.
Technikai adatok
| Hajtómű                   | két 89,0 kN (20 000 lb) tolóerejű CFM563 turbofan vagy két 97,9 kN (22 000 lb) CFM563B2s. |
| Rövid távú utazósebesség  | 908 km/h                                                                                  |
| Hosszú távú utazósebesség | 794 km/h                                                                                  |
| Hatótáv                   | maximum 140 utassal 6300 km                                                               |
| Alap súly                 | 32 881 kg                                                                                 |
| Üzemanyag-kapacitás       | 13 096-29 666 l (10 515-23 817 kg)                                                        |
| maximum felszállótömeg    | 56 740 kg                                                                                 |
| fesztáv                   | 28,88 m                                                                                   |
| törzs hossza              | 33,40 m                                                                                   |
| magasság                  | 11,13 m                                                                                   |
| Szárnyfelület             | 105,4 m²                                                                                  |
| utasférőhely              | 141 (126 ülés a turista osztályon)                                                        |

#### 737–400
1986 júniusában jelentette be a Boeing a 737-300-as típus továbbfejlesztett változatát. Az ülések számát 141-ről 159-re növelték. Ez volt a klasszikus 737-es gépek legnagyobb változata. Tipikus kétosztályos elrendezésben 146, egyosztályos elrendezésben 159 fő szállítására alkalmas. A sikeres 727-es sorozatot kívánta a Boeing fölváltani. Az Airbus A320 vetélytársa. Első repülésére 1988. február 19-én került sor. A Malév 2001-ig bérelt ilyen gépeket.

#### 737–500
A 200-as sorozat leváltására tervezett, modern CFM–56–3 hajtóművekkel felszerelt változat. Első megrendelője a Southwest Airlines volt 1987-ben, 20 gépet rendeltek, az elsőt 1990-ben vehették át.

### Az Új generációs (NG) 737-esek

#### 737–600
Az NG változat legrövidebb fajtája, a Boeing 737-500-as gép utódjaként szánták.Tipikus kétosztályos elrendezésben 108, egyosztályos elrendezésben 130 fő szállítására alkalmas. Legnagyobb utazósebesség: 850 km/h.

#### 737–700
Nagyon megbízható repülőgép, a 737-300 utódja. Szinte az összes európai légitársaság rendelt belőle. Mérete átlagosnak mondható. Tipikus kétosztályos elrendezésben 128, egyosztályos elrendezésben 148 fő szállítására alkalmas. Utazósebesség: 850 km/h. Legnagyobb üzemeltetője az amerikai Southwest Airlines 510 ilyen géppel.

#### 737–700ER
A 700-as hosszú távok megtételére kifejlesztett változata. A BBJ1 polgári megfelelője. Első megrendelője az All Nippon Airways japán légitársaság volt 2006 januárjában. A törzs, a szárnyak és a futómű a 800-as változattól származik. Hatótávolsága: 10 205 km. Két osztályos elrendezésben 128-an utazhatnak rajta.

#### 737–800
A Boeing 737–800-as volt eddig a leghosszabb a 737-es gépcsaládból. Most a 900-as. A 800-asnak a régebbi változata a 400-as. 
Nagyon közkedvelt ez a típusváltozat. A Malév flottájában 5 db 800-as típus szerepelt. Tipikus kétosztályos elrendezésben 160, egyosztályos elrendezésben 184 fő szállítására alkalmas. Utazósebesség: 700–850 km/h. (El-Al-nál lévő példányok: 900–940 km/h)
Felszállósebesség: 290 km/h; leszállósebesség: 260 km/h. Repülési magasság: 12 500 m (41 000 láb). 
Hossza: 39,50 m; magassága: 12,50 m; fesztáv: 34,40 m. Max. hatótávolság: 5420 km. 
Üzemanyag-kapacitás: 21 320 kg. Üa.-fogyasztás repült óránként: 2526 kg/h.
Hajtómű: CFM 56–7. Tolóerő: 2 x 121 kN (2 x 26 400 lbs)

#### 737–900
A 737 NG család legnagyobb és egyben legkésőbb kifejlesztett változata, amely több mint kétszáz utast szállíthatna, ha a Boeing eleve és idejében gondoskodik a megfelelő számú vészkijáratról. Érthetetlen ugyan, de a gyár tervezői figyelmen kívül hagyták (vagy valamiféle különleges műszaki megoldásban, elbírálásban reménykedtek), hogy a 215 személyre tervezett 737-900-ason nem lehet ugyanannyi vészkijárat, mint a 180 személyes 737-800-ason, ugyanis az utasok így egy kényszerleszállás esetén nem tudnák elhagyni a repülőgépet az előírt 90 másodpercen belül. A hatóságok emiatt a 800-asnál lényegesen hosszabb, 42,1 méter hosszú 900-ason is legfeljebb 189 ülés elhelyezését engedélyezték. Az Airbus A321-es közvetlen versenytársának szánt 737-900-as programot így módosítani kellett, és a tervezők a gondokat a szárny mögé helyezett jobb és bal oldali, beszállóajtó-méretű vészkijárattal oldották meg. Az új ajtókon felül több jelentős módosítást hajtottak végre a programon a korábbi 737-900-ashoz képest, s az új típust 737-900ER-nek nevezték el. Ez a gép 85 tonnás felszállótömeggel, két kiegészítő üzemanyagtartállyal, több aerodinamikai finomítással 5900 km-es távolság megtételére képes. A 900ER egy másik jó tulajdonsága, hogy összsúlya 4,5 tonnával kisebb, mint az A321-esé, és ez egy utasülésre vetítve mintegy öt százalékkal kevesebb üzemanyag-fogyasztást jelent. A 737-900-as első megrendelője az Alaska Airlines volt, amely 2001. május 15-én állította forgalomba a típust. Az első 737-900ER-t pedig 2007. április 27-én az indonéz Lion Airlines állította forgalomba.
Üzemeltetői: Alaska Airlines, KLM, Korean Air, Lion Airlines, Shenzhen Airlines, SpiceJet, XL Airways

### Boeing 737 MAX

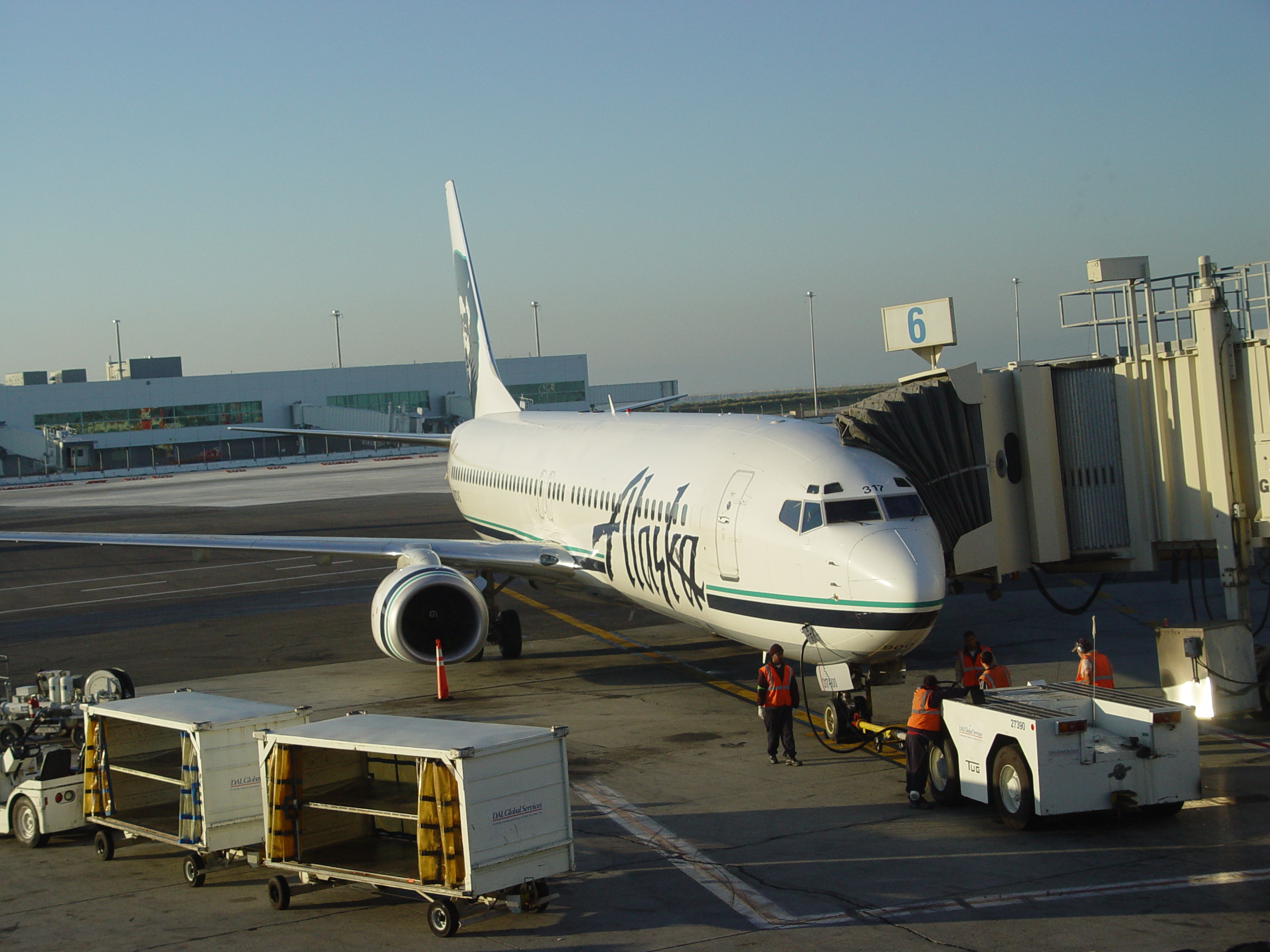
Az Alaska Airlines 737-900-as gépe